# Familientausch Kekich und Peterson
Der Familientausch Kekich und Peterson zwischen den beiden Pitchern des Baseballvereins New York Yankees, Mike Kekich und Fritz Peterson fand Ende 1972 statt. Er wurde im Frühjahr 1973 von den Medien der Vereinigten Staaten aufgegriffen und zu einem Skandal für die New York Yankees und zum wichtigsten Thema im Baseballsport des Jahres 1973. Er erreichte weltweite Aufmerksamkeit und wird zu den Vorgängen gezählt, die den vormals in der Öffentlichkeit weitgehend skandalfreien und familientauglichen Baseballsport in den 1970er Jahren beschädigten.

## Geschichte

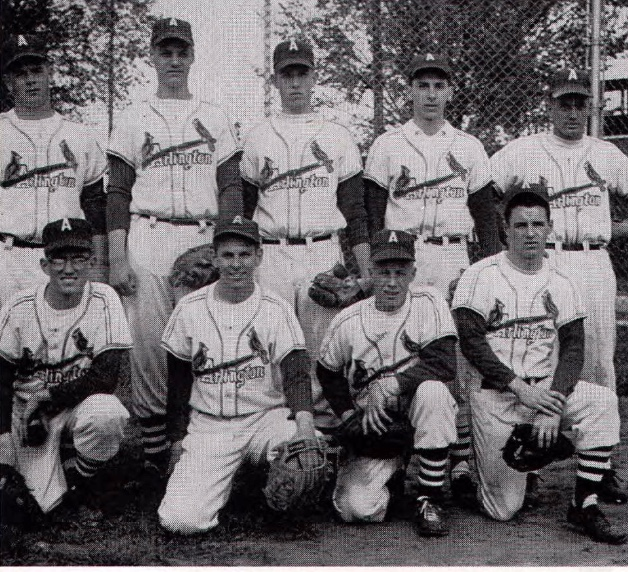
Fritz Peterson (vordere Reihe, ganz links, mit Brille) im Arlington High School-Baseballteam während seines Seniorjahres dort

### Tausch
Fritz Peterson war bereits seit 1966 bei den New York Yankees unter Vertrag. Mike Kekich wechselte 1969 von den Los Angeles Dodgers zu den Yankees und freundete sich nach seiner Ankunft mit Peterson an. Die beiden Spieler wurden in den Folgejahren enge Vertraute und beide Familien verbrachten ihre Freizeit miteinander. Beide Paare waren seit Mitte der 1960er Jahre verheiratet und hatten je zwei Kinder.
Nach einem gemeinsamen Kinobesuch  im Sommer 1972 besprachen die zwei Paare einen möglichen Partnertausch. Bei einem kurze Zeit später stattfindenden Fest des Sportjournalisten Maury Allen am 15. Juli 1972 vereinbarten die beiden Frauen, dass sie beim jeweiligen Ehemann der anderen übernachten würden. Bis Oktober 1972 hatten die Männer ihre angemieteten Häuser getauscht und waren bei der Familie des anderen eingezogen. Bestandteil des Tausches war die Übernahme der Kinder, die bei den Müttern bleiben sollten, und der Hunde – ein Terrier bei den Kekichs und ein Pudel bei den Petersons. Kekich informierte den Spielermanager der Yankees, Lee MacPhail, über den Vorgang. Bis März 1973 wusste von den Mitspielern nur Mel Stottlemyre  von dem Tausch.

### Bekanntgabe
Bis zum Frühjahr 1973 war von dem Tausch nichts bekannt geworden. Das ist wahrscheinlich auf eine Anweisung des Vereinseigentümers George Steinbrenner zurückzuführen. Da nun aber Informationen durchsickerten, beschloss man, die Presse offiziell zu informieren. Im Frühlingstrainingslager der Yankees in Fort Lauderdale hielten die beiden Spieler am 4. März 1973 getrennte Pressekonferenzen ab. Kekich stellte sich den Journalisten um 10 Uhr morgens, Peterson um 16 Uhr. Beiden Spielern war es wichtig, den Tausch nicht als „sex thing“, sondern als Lebensentscheidung im Interesse aller zu erklären:

“We didn’t swap wives — we swapped lives.”

„Wir haben nicht die Frauen getauscht – wir tauschten die Leben.“

### Resonanz
Die Nachricht war eine Sensation im sich damals bei solchen Themen noch schamhaft zurückhaltenden Nordamerika. Die Medien waren aber nicht länger willens, private Affären und andere Indiskretionen im Sport zu übergehen: „The Kekich-Peterson wife swap became a national story.“ Die Berühmtheit des New Yorker Baseballclubs trug zur schnellen Verbreitung der Neuigkeit bei. Die großen Zeitungen des Landes nahmen das Thema auf den Titelseiten auf.
Der Tausch wurde für die Yankees zu einem moralischen Skandal und wirkte sich auf den Baseballsport des ganzen Landes aus. Einflussreiche Sportjournalisten wie Milton Richman (1922–1968) von United Press International, Sal Marchiano von WABC-TV (American Broadcasting Company) oder Sheila Moran von der New York Post reisten zu den Pressekonferenzen an und berichteten umgehend von dem Vorfall. Der bekannte Sportjournalist der New York Daily News, Dick Young, verurteilte den Tausch als unmoralisch. Auch der Moderator Paul Harvey berichtete davon am Tag der Bekanntgabe in seiner populären Nachrichtensendung auf ABC Radio.
In Folge waren beim Frühjahrstraining die Fernsehsender ABC und NBC sowie das Team von 60 Minutes anwesend und berichteten. Das Time Magazine („Switch Partners“) wie auch Newsweek brachten Artikel.
Der damalige Vorsitzende der Major League Baseball, Bowie Kuhn, war über den Vorgang entsetzt, sah aber keine Möglichkeit, einzuschreiten. Später gab Kuhn an, in der Angelegenheit mehr Briefe bekommen zu haben als bei der kontrovers diskutierten Einführung der Designated-Hitter-Regelung. Einer der wenigen Offiziellen, die den Tausch als Privatsache ansahen und keine Auswirkungen auf das Spiel der Yankees sahen, war der Vereinsmanager Ralph Houk. Die meisten Mitspieler lehnten den Tausch aus ethischen Gründen zwar ab, betrachteten den Vorgang aber ebenfalls als nicht den Verein betreffend.

### Spätere Entwicklung
Kekich und seine neue Partnerin Marylin trennten sich bereits einige Wochen nach der Pressekonferenz vom 4. März 1973. Marylin zog daraufhin mit ihren beiden Söhnen nach New Jersey und heiratete später erneut. Kurze Zeit später wurde Kekich von den Yankees an die Cleveland Indians verkauft, in Folge spielte er in raschem Wechsel bei den japanischen Hokkaidō Nippon Ham Fighters, den Texas Rangers und den Seattle Mariners. Nach eigener Aussage litt seine weitere Laufbahn als Baseballspieler unter dem Skandal. 1977 endete seine Spielerkarriere und er arbeitete als Versicherungsgutachter. Später heiratete er wieder und hat aus dieser Ehe eine Tochter.
Kekich erklärte später, dass die Absprache zwischen den beiden Spielern, wonach der Tausch bei Unzufriedenheit einer Seite rückgängig gemacht werden sollte, von Peterson nach dem Scheitern der Kekich/Marylin-Beziehung gebrochen wurde. Peterson antwortete, diese Absprache hätte nur bis zum 14. Dezember 1972 gegolten. Zu diesem Zeitpunkt hatten die neuen Familien zwei Monate miteinander gelebt und alle Beteiligte nach einer kurzen Phase der Rückkehr zu der alten Familie eine endgültige Entscheidung getroffen.
Die Beziehung zwischen Peterson und Kekichs ehemaliger Ehefrau war stabiler. Das Paar heiratete 1974 und blieb zusammen. Wie bei Kekich wirkten sich auch auf Petersons sportliche Leistungen die negative Kritik an dem Frauentausch aus; er konnte nicht mehr an frühere Erfolge anknüpfen. Nach Beendigung seiner Baseballkarriere 1976 war er als Versicherungsmakler, Bibelverkäufer und Lehrer tätig. Das Paar hatte vier gemeinsame Kinder.

## Rezeption

### Medien
Der Vorgang des Jahres 1973 ist bis heute ein Thema in US-amerikanischen und ausländischen Medien: In seinem Buch The 100 Greatest Days in New York Sports listete Stuart Miller 2006 den Frauentausch auf den vierten Platz der Negativliste „Bad Behavior on the Road“. Im September 2009 besprach die New York Times das Peterson-Buch „Mickey Mantle Is Going To Heaven“ (Outskirts Press), in dem der Frauentausch thematisiert wird.
David Fischer nahm den Skandal 2012 in sein Buch 100 Things Yankees Fans Should Know & Do Before They Die auf. ESPN setzte den Tausch auf den sechsten Platz der Liste „Shocking moments in baseball history“. Auch der Fernsehsender Fox Sports (Fox Broadcasting Company) listete den Tausch in der Liste Biggest sports sex scandals von 2012. Im Jahr 2013 wurde der Skandal dann auf Platz 6 der Liste der „The 50 Craziest Sex Scandals in Sports History“ von Complex.com gesetzt. Und ebenfalls 2013 nahm auch die hochauflagige, indische Tageszeitung Deccan Chronicle den Vorgang im Jahr 2013 in die Aufstellung „Sex scandals that rocked the sports world“ auf.

### Musik und Film
Die US-Supergroup The Baseball Project (Peter Buck, Mike Mills, Scott McCaughey, Steve Wynn und Linda Pitmon) veröffentlichte den Song „The Ballad of Mike Kekich and Fritz Peterson“  auf den Alben Volume 1: Frozen Ropes and Dying Quails (2008; als Online-Bonus-Track) und The Broadside Ballads (2011).
Die Schauspieler Matt Damon und Ben Affleck kündigten im Jahr 2010 an, einen Film zur Geschichte machen zu wollen. Als bekennende Fans der Boston Red Sox soll ihnen die Idee gefallen haben, den für die New York Yankees unvorteilhaften Skandal wieder aufleben zu lassen. Von Journalisten wird daher bezweifelt, dass die beiden Filmstars das nötige Mitgefühl für die Protagonisten des Films aufbringen können. Ursprünglich planten die beiden, die Hauptrollen selbst zu spielen. Nachdem andere Filmprojekte ihnen keine Zeit dazu gelassen hatten, ist es nun vorgesehen, dass deren Filmgesellschaft Pearl Street Films gemeinsam mit Warner Brothers den Film produzieren soll. Neben Jennifer Todd werden Affleck und Damon Produzenten des Films sein. Das Drehbuch stammt von Adam Mandel und Casey Affleck, als Regisseur soll Jay Roach verpflichtet werden. Während Peterson einen Beratervertrag für die Produktion annahm, drohte Kekich mit einer Klage gegen den Film.